# Хадерслев
Хадерслев (дан. Haderslev) је значајан град у Данској, у југозападном делу државе. Град је у оквиру покрајине Јужне Данске, где са околним насељима чини једну од општина, Општину Хадерслев. Данас Хадерслев има око 21 хиљаду становника у граду и око 56 хиљада у ширем градском подручју.

## Географија
Хадерслев се налази у југозападном делу Данске, близу државне границе са Немачком, која се налази 12 километара југозападно од града. Од главног града Копенхагена, град је удаљен 220 километара југозападно.
Рељеф: Град Хадерслев се налази у јужном делу данског полуострва Јиланд. Подручје око града је бреговито. Надморска висина града креће се од 0 до 50 метара.
Клима: Клима у Хадерслеву је умерено континентална са утицајем Атлантика и Голфске струје.
Воде: Хадерслев се образовао на крају Хадерслевског залива, дела Балтичког мора.

## Историја
Подручје Хадерслева било је насељено још у доба праисторије. Данашње насеље основано је 1200. године. Насеље је добило градска права 1292. године.
У раздобљу 1867-1920. град је био у оквиру Пруске, а потом и Немачке.
И поред петогодишње окупације Данске (1940-45.) од стране Трећег рајха Хадерслев и његово становништво нису много страдали.

## Становништво
Данас Хадерслев има око 21 хиљаду у градским границама и око 56 хиљада са околним насељима.
Етнички састав: Становништво Хадерслева је до пре пар деценија било било готово претежно етнички данско са малобројном немачком мањином. И данас су етнички Данци значајна већина, али мали део становништва су скорашњи усељеници.

## Галерија
- Стари приказ Хадерслева, и3 1585. г.
- Главна градска црква
- Црква св. Северина
- Стари градски млин

## Партнерски градови
- Лутерштат Витенберг
- Varberg Municipality
- Брен
- Даугавпилс